# Jakob Tillmann von Hallberg

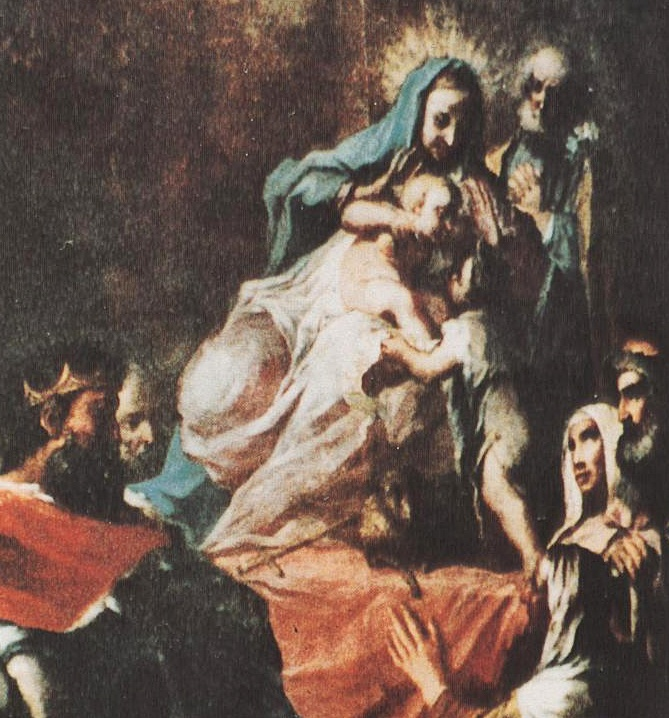
Ausschnitt aus dem Hochaltargemälde der Schlosskirche Fußgönheim. Jakob Tillmann von Hallberg zweite Person von links

Jakob Tillmann von Hallberg (* 13. Dezember 1681; † 25. September 1744) war ein Freiherr, kurpfälzischer Hofkanzler und Konferenzminister aus dem Adelsgeschlecht Hallberg. Er war ferner Erbauer des Schlosses Fußgönheim.

## Leben
Jakob Tillmann von Hallberg wurde als Sohn von Johann Hermann Hallberg geboren, jülich-bergischer Rat und Bürgermeister zu Mülheim an der Ruhr bzw. Schultheiß in Aldenhoven. Die Mutter hieß Anna Maria geb. Blankenbiehl.
Hallberg begann seine Laufbahn ebenfalls als jülich-bergischer Rat, am Düsseldorfer Hof. 1712 war er bereits Staatssekretär. Mit dem neuen Kurfürsten Karl III. Philipp siedelte Hallberg 1718 in die Kurpfalz über, wo er sich zunächst am Hof zu Heidelberg, dann in Mannheim aufhielt.

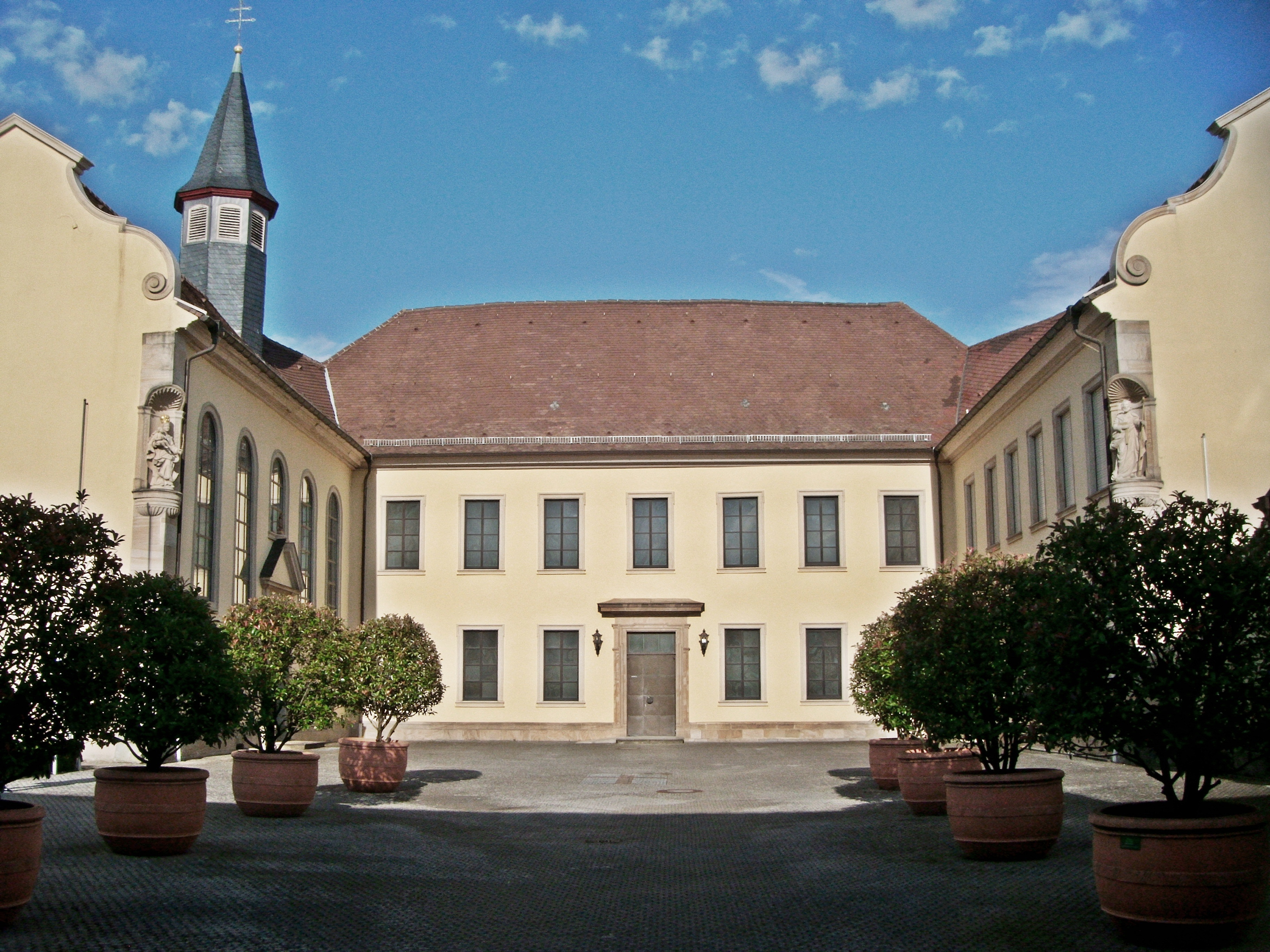
Hallbergsches Schloss in Fußgönheim, vom Schlosshof aus aufgenommen. Links der Kirchenflügel.

1721 wurde Jakob Tillmann von Hallberg, mit seinen Brüdern, als „Edler von“ geadelt. Am 25. April 1729 übertrug ihm Karl III. Philipp die Herrschaft Fußgönheim zu Lehen, wo er um 1730 mit dem Bau seines Familienschlosses begann. Da Freiherr von Hallberg der katholischen Kirche angehörte und die Kurpfalz durch die früheren Herrscher weitgehend protestantisiert war, verfolgte der Kurfürst damit auch eine gezielte Rekatholisierungspolitik. In seinem Schloss richtete der Ortsherr den gesamten Nordwest-Flügel als Kirche ein, öffnete sie als Gotteshaus für die Katholiken der Gegend und stiftete 1742 in Fußgönheim erstmals seit der Reformation wieder eine katholische Pfarrei. Für die Kirche ließ er ein Hochaltarbild von Giovanni Antonio Pellegrini fertigen, der auch das Mannheimer Schloss ausmalte. Nach der örtlichen Überlieferung, festgehalten durch den Ortspfarrer Stephan Lederer, ist  Jakob Tillmann von Hallberg darauf als Figur abgebildet; die einzige bekannte Darstellung von ihm. Neben Katholiken lud der Freiherr auch Juden zur Ansiedlung in Fußgönheim ein, wodurch in dem der Ort eine Synagoge und ein großer Judenfriedhof entstand.
1731 erhob Kaiser Karl VI. den Adeligen zum Freiherrn und ernannte ihn zum kaiserlichen Hofrat. Ab 1734 erscheint er als kurpfälzischer Hofkanzler und Konferenzminister, 1737 erwarb er das Fußgönheimer Nachbardorf Ruchheim mit dem dortigen Schloss. In seinem Jagdrevier bei Bad Dürkheim errichtete Hallberg das Jagdschloss Schaudichnichtum.

## Familie
Jakob Tillmann von Hallberg war vermählt mit Anna Maria Josepha geb. von Francken, Tochter des kurpfälzischen Vizekanzlers, Ministers und Gesandten Johann Bernhard von Francken. Sie hatten sieben Kinder, wovon der Sohn Johann Bernhard Franz († 1787) Schloss und Herrschaft Fußgönheim erbte. Diese Familiengüter hatte Jakob Tillmann zu einem Fideikommiss zusammengeschlossen, weshalb sie nach dem Tod des Sohnes Johann Bernhard Franz dessen Cousin Heinrich Theodor von Hallberg († 1792), kurpfalz-bayerischer Gesandter in Wien, erhielt.

## Tod und Gedenken

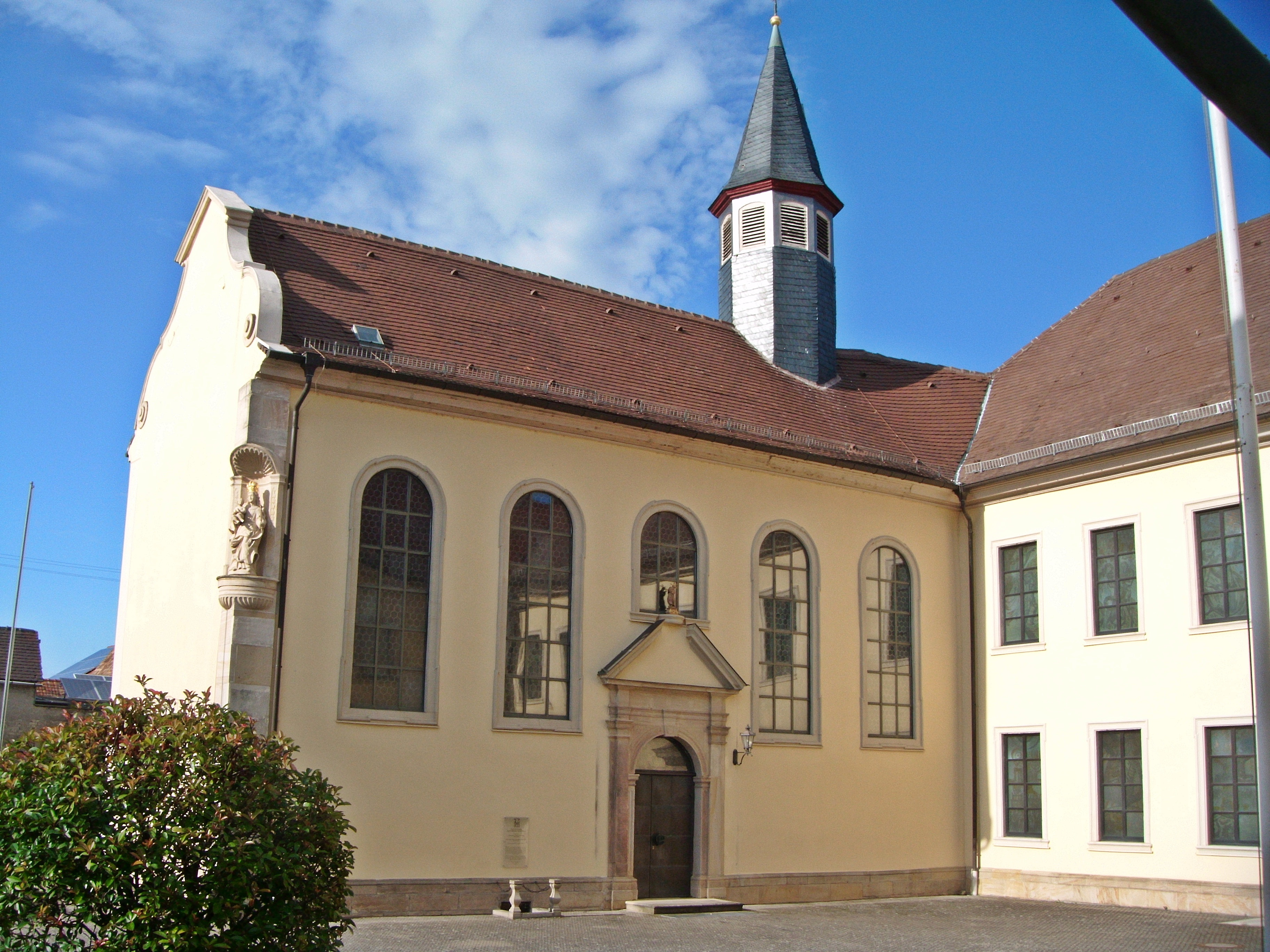
Der Kirchenflügel des Fußgönheimer Schlosses, mit sichtbarem Gruftfenster und Gedenktafel, links neben dem Portal

Jakob Tillmann von Hallberg verstarb 1744 und man setzte ihn in der Garnisonskirche Mannheim bei. Dort ruhte auch seine 1739 verstorbene Gattin. Beider Grabinschriften hat der Landeshistoriker Johann Franz Capellini von Wickenburg im „Thesaurus Palatinus“ überliefert. Die Garnisonskirche wurde bereits 1780 abgebrochen, ihr Grundriss ist jedoch im Straßenpflaster des heutigen Toulonplatzes sichtbar gemacht. Die Gruft unter der Kirche blieb erhalten und geriet in Vergessenheit. Man stieß erst 1979 bei Bauarbeiten auf sie. Hierbei fand man auch die Gebeine des Ehepaares von Hallberg und bettete sie 2003, in einem neuen Sarkophag, in eine unbenutzte Gruft unter der Schlosskirche Fußgönheim um. Vom Schlosshof aus kann man durch ein Fenster in die Gruft hineinsehen und es wurde dort eine Gedenktafel für den Erbauer des Schlosses angebracht, der hier nachträglich seine letzte Ruhestätte fand.

## Galerie

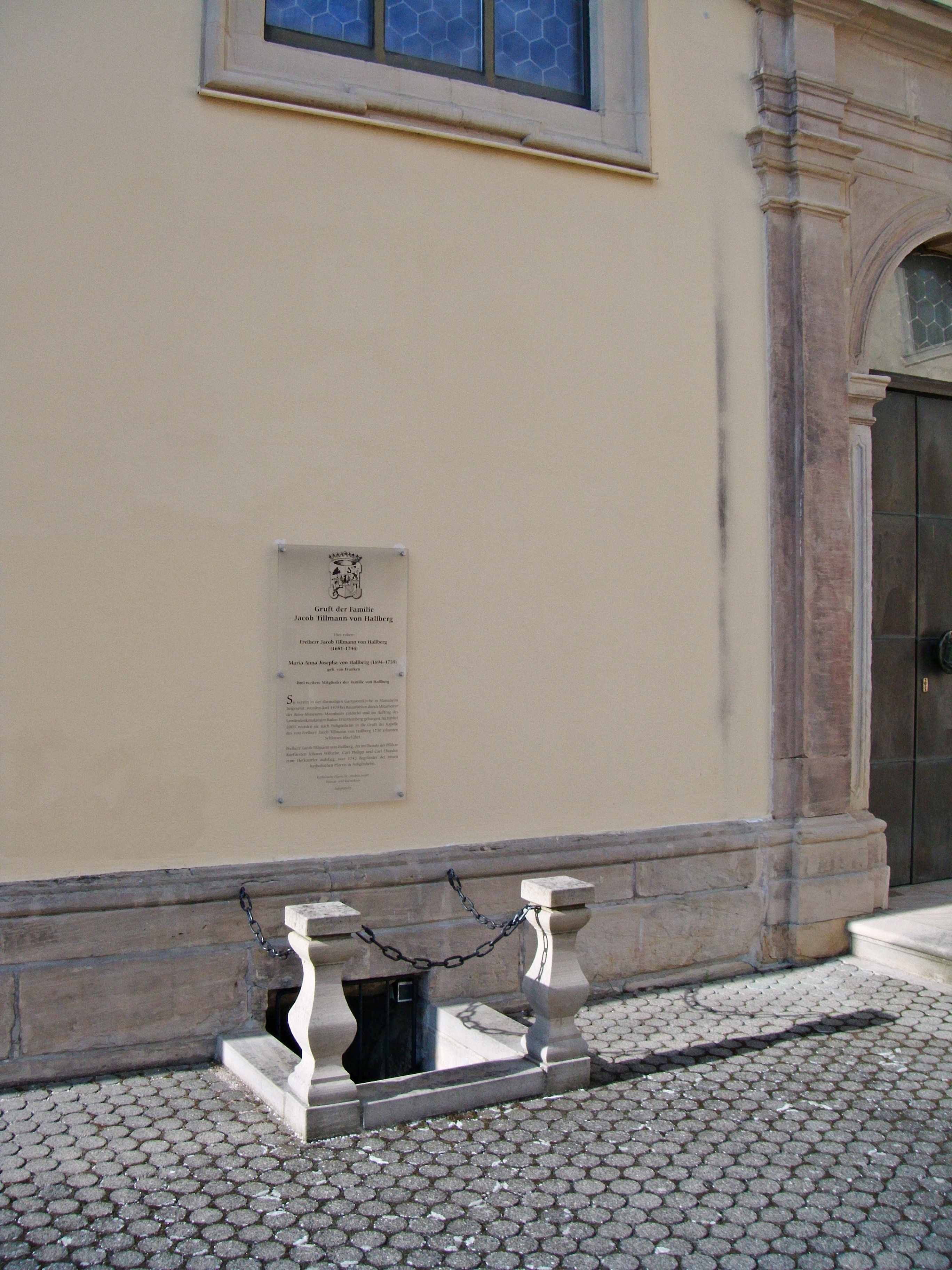
Gruftzugang vom Schlosshof Fußgönheim aus
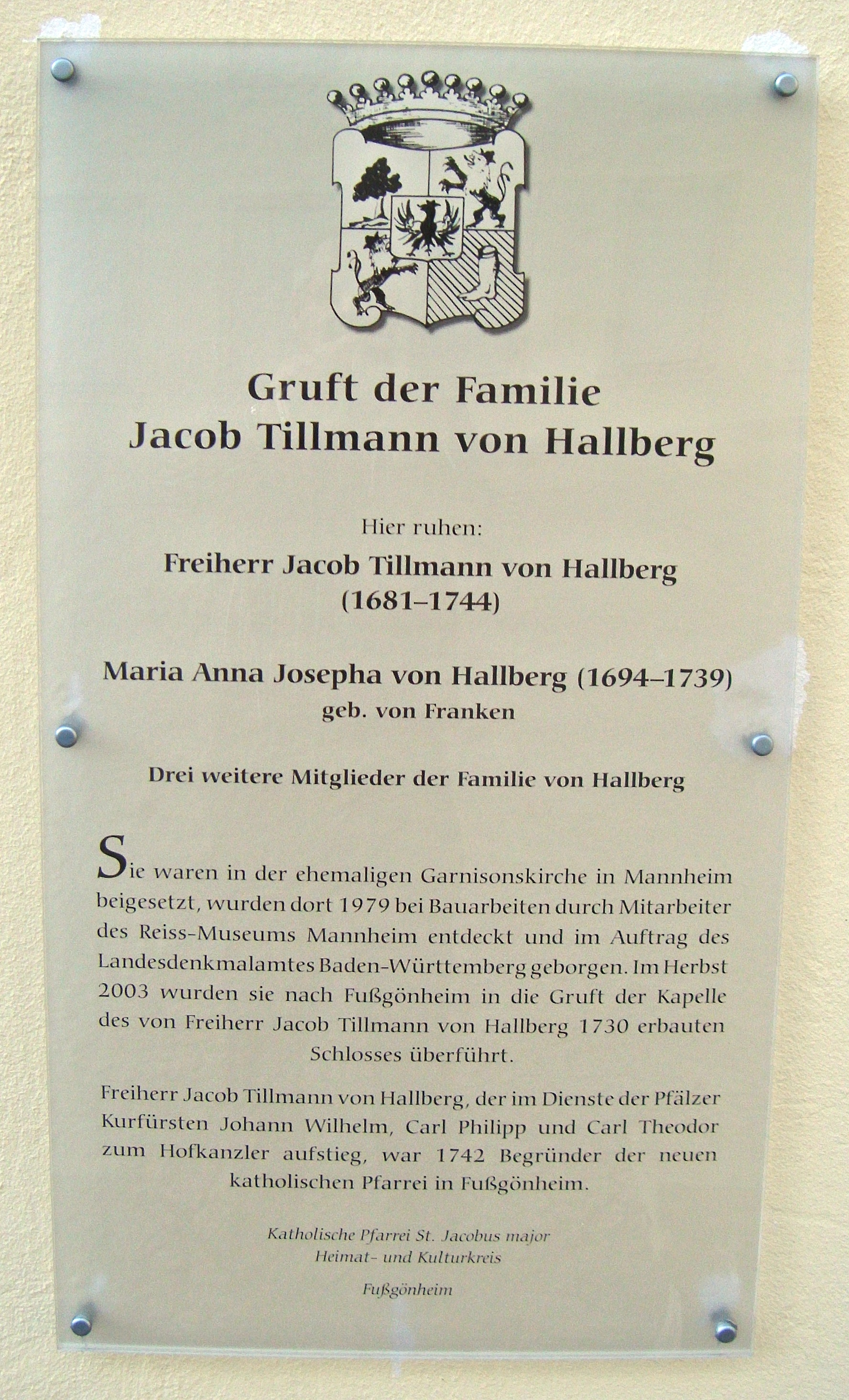
Gedenktafel an der Hallberg-Gruft Fußgönheim
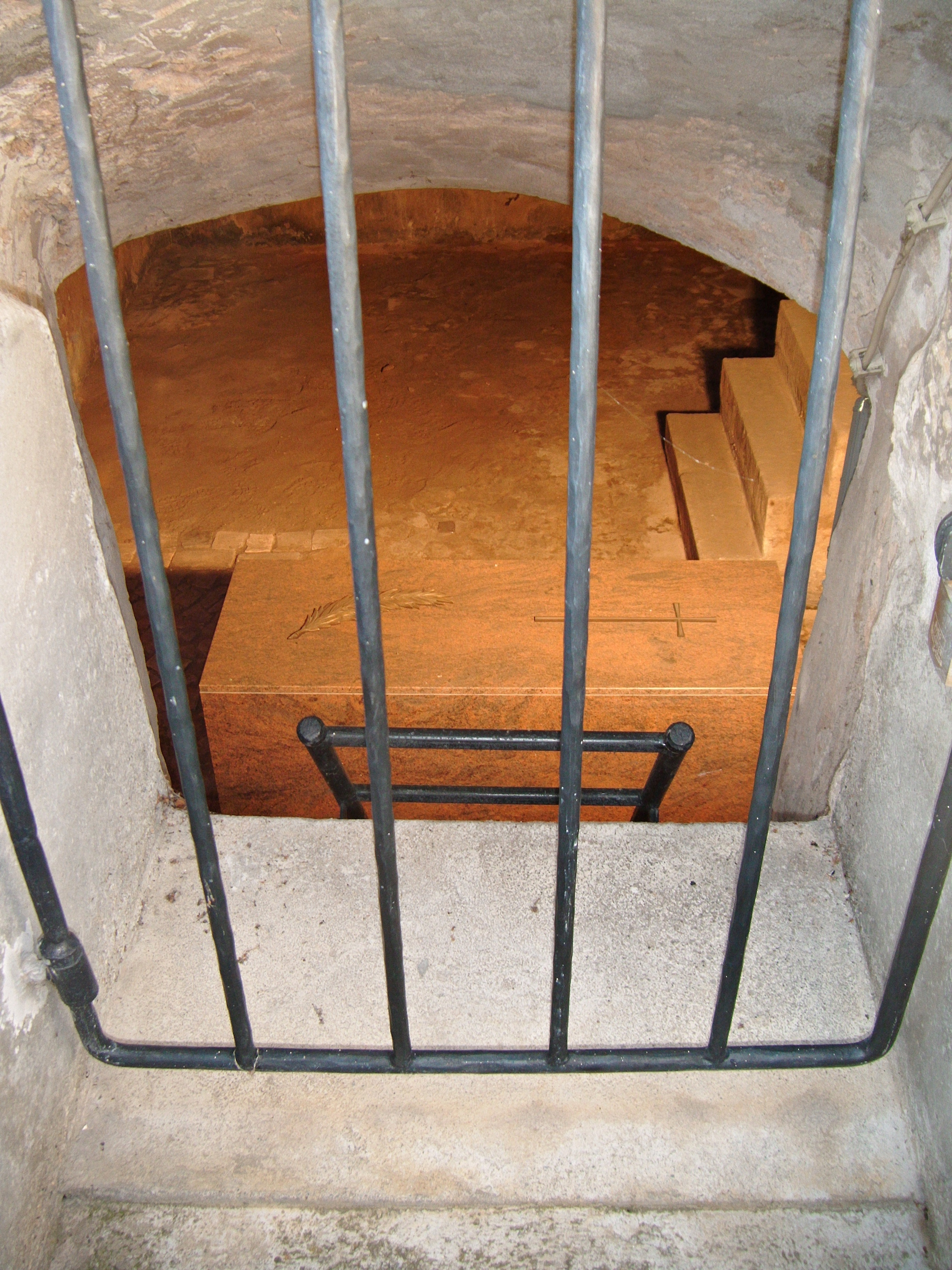
Hallberg-Gruft Fußgönheim, mit neuzeitlichem Sarkophag

## Literatur

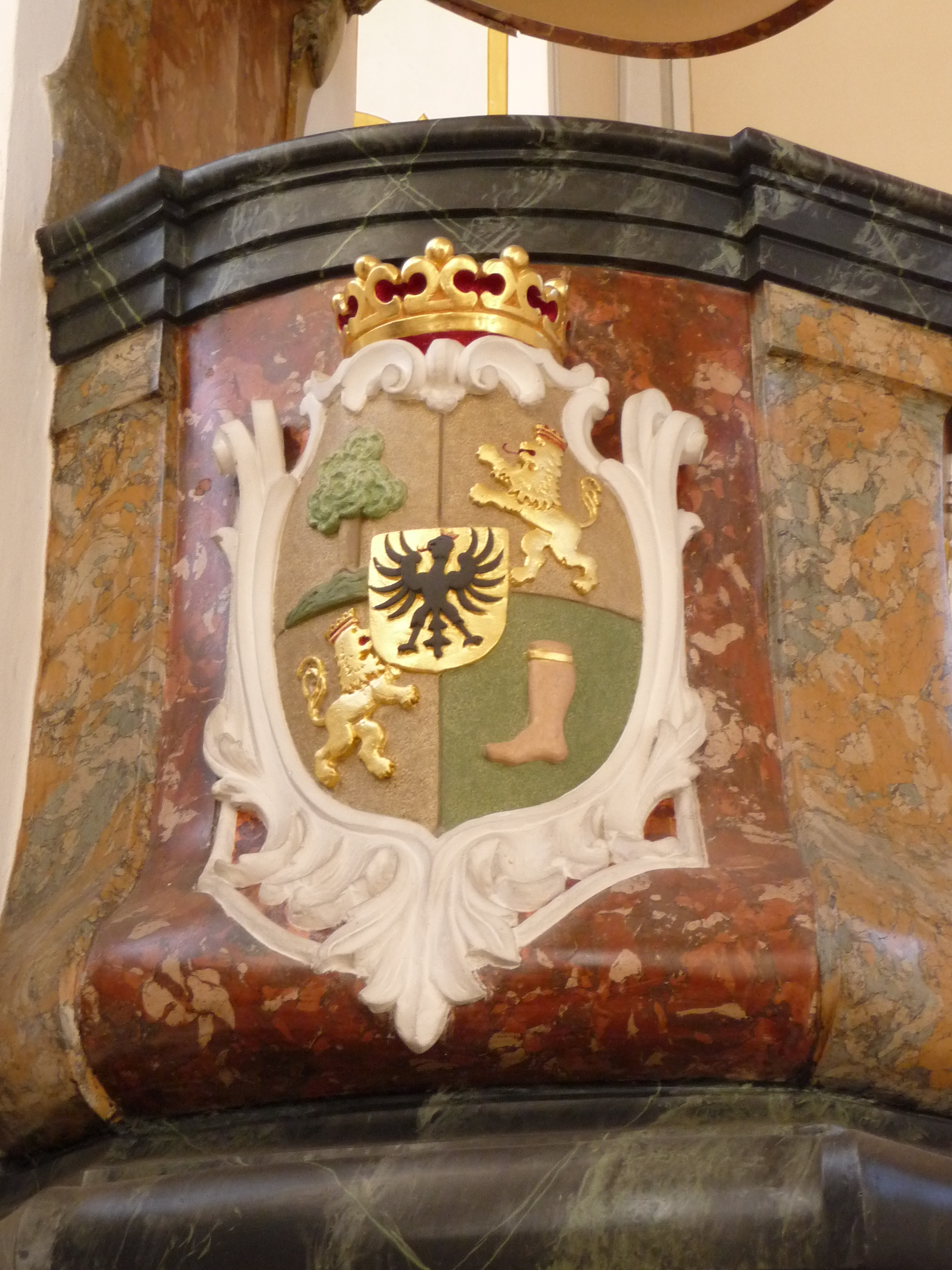
Wappen Jakob Tillmanns von Hallberg, auf der Kanzel seiner Fußgönheimer Schlosskirche